# Nemoria elfa
Nemoria elfa är en fjärilsart som beskrevs av Ferguson 1969. Nemoria elfa ingår i släktet Nemoria och familjen mätare. Inga underarter finns listade i Catalogue of Life.